# Кременской район
Кременско́й райо́н (укр. Кремінськи́й район) — упразднённая административная единица в Луганской области Украины.
Год образования — 1940.
Административный центр — город Кременная.
Расстояние от административного центра до Луганска — 143 км.
Площадь — 1,6 тыс. км².

## Население
38 404 человека на (1 января 2019 года), в том числе городское население — 22 879 человека, сельское — 15 525 человек.

## География
По территории района протекают реки Северский Донец, Красная, Боровая, Жеребец.

## Административное деление
Количество советов:
- городских — 1
- поселковых — 1
- сельских — 16

Количество населённых пунктов:
- городов — 1
- пгт — 1 — Краснореченское
- сёл — 32
- посёлков (сельского типа) — 4

## История
Археологические данные свидетельствуют, что территория края была освоена человеком ещё во времена позднего палеолита (40—13 тысяч лет тому назад). Каменные орудия труда древнекаменного периода, найденные на окраинах города Кременной и близ села Булгаковка.
Более заселённой территория края стала в эпоху меди-бронзы /ІІІ—І тысячелетие до н. э. /, когда здесь появляются многочисленные скотоводческо-земледельческие племена. 12 июля 1733 года на речушке Кремянке /притоке р. Красной/ жителем Краснянской слободы однодворцем Михаилом Чеботарёвым была основанная слобода Кременная. В год учреждения в ней проживало 13 душ. Слобода Кременная была казённой.
В начале 90-х годов XIX века в Кременской волости началась добыча каменного угля. В 1894 году в Кременной было 4 крестьянские копальни, которые давали 80 тыс. пудов угля на год. В 1895 году заработала шахта, построенная известным в Донбассе промышленником А. К. Алчевским. В этом же году введено в эксплуатацию железнодорожную линию Харьков — Лисичанск, которая прошла через Кременную.
В 1905 году в селе Кабанье заработал чугунолитейный завод «Малороссия» братьев Миллер. В апреле 1918 года населенные пункты края захватили кайзеровские войска. Много жителей окружающих сел пошли в партизаны. В кременских лесах во время немецкой оккупации действовало несколько партизанских отрядов. В ноябре австрийско-немецкие войска отошли на Запад и уже в декабре в Кременной и других сёлах была установлена советская власть. В июне 1919 года Кременную захватили деникинцы, а в декабре она была освобождена дивизиями Первой конной армии.
В 1926 (?) году был образован район. Он входил в Купянский округ, с 1930 — в Харьковский округ УССР.
Большие изменения состоялись в жизни крестьян в 1928—1930 годах. Сначала были организованы первые колхозы.
В 1930 году была заложена большая к тому времени шахта «Кременная-Восточная», рассчитанную на добычу 400—500 тысяч тонн угля в год. Шахта была открыта в 1932 году.
В 1929 году в Кременной открыли мастерскую по ремонту баянов, на основе которой со временем выросла известная на всю Украину аккордеонная фабрика. В 1932 году создана промышленная артель, которая выпускала брички и разный сельхозинвентарь, которую в следующем года было реорганизовано в мебельную фабрику, где изготовлялась школьная мебель.
10 июля 1942 года район оккупировали немецко-фашистские захватчики. В Кременских лесах начал действовать партизанский отряд под командованием Я. И. Сиворонова. В середине января 1943 года на подступах к Кременной разгорелись жестокие бои. 31 января Кременная и много других населенных пунктов района были освобождены Красной Армией. Из Кременского района за период Великой Отечественной войны на фронт пошло почти 15000 человек, 7481 из них погибло на фронтах войны. 11 уроженцев Кременского района за свои боевые подвиги были удостоены звания Героя Советского Союза.
Особенно интенсивно начало развиваться хозяйство Кременщины после окончания войны. В декабре 1948 года в городе была заложена шахта «Кременная» № 1 треста «Лисичанскуголь» с проектной мощностью 1000 тонн угля на год. В 1946 году кременский баян занял второе место на Республиканском конкурсе музыкальных инструментов. Механизаторы с. Новая Астрахань в 1947 году вырастили и собрали на площади 152 га по 22,9 ц озимой пшеницы из гектара. Бригадиру мехбригады С. П. Бочарнику было присвоено звание Героя Социалистического Труда.
23 сентября 1959 года к Кременскому району были присоединены части территорий упразднённых Мостковского и Новоастраханского районов.
За период с 1959 по 1966 год было посажено 5500 га леса и площадь кременского лесного массива достигла 40 тыс. га. В кременском зверохозяйстве разводили серебристо-черных лисиц и норок. В 1966 году звероферма имела уже 462 лисицы и 1130 норок. В 1965 году жилищный фонд города Кременная составлял 206,6 тыс. м2. Город был полностью подключён к системе «Донбасэнерго».
В городе построено один из наилучших в республике больничный городок. В него входил стационар на 300 кроватей и поликлиника, оснащенные новейшей медицинской аппаратурой. В 1962 году в Кременной открыто медицинское училище, которое готовило медицинских сестер и фельдшеров для лечебных и профилактических учреждений области. На базе горнопромышленной школы в том же году создано профессионально-техническое училище № 91, что готовило слесарей, монтажников, электромонтеров, каменщиков, столяров. В 1959—1962 годах в сосновом бору в Кременной построено 3 школы-интерната. В 1998 году население района составляло 48,1 тыс. чел.
17 июля 2020 года вся территория Кременского района разделена Сватовским и Северодонецким районами в рамках изменений некоторых районов, а администрация и районный совет распущены.

## Климат
Климат — умеренно континентальный. Лето жаркое, средняя температура июля от 21,8 °C до 23,1 °C; зима холодная, средняя температура января от −6 до −8 °C. Осадков за год 400—500 мм.

## Экономика
Город Кременная — центр пищевой и деревообрабатывающей, так же в городе расположено производство «Химавтоматика».

## Транспорт
- Автотрасса «Купянск-Сватово-Северодонецк-Луганск»